# دین ساندرز
دین ساندرز (انگلیسی: Dean Saunders؛ زادهٔ ۲۱ ژوئن ۱۹۶۴) بازیکن فوتبال اهل بریتانیا است.
از باشگاه‌هایی که در آن بازی کرده‌است می‌توان به باشگاه فوتبال برادفورد سیتی، باشگاه فوتبال کاردیف سیتی، باشگاه فوتبال لیورپول، باشگاه فوتبال دربی کانتی، باشگاه فوتبال ناتینگهام فارست، باشگاه فوتبال شفیلد یونایتد، باشگاه فوتبال سوانزی سیتی، باشگاه فوتبال آکسفورد یونایتد، باشگاه فوتبال بنفیکا، باشگاه فوتبال استون ویلا، باشگاه فوتبال گالاتاسرای، و باشگاه فوتبال برایتون اند هوو آلبیون اشاره کرد.
وی همچنین در تیم ملی فوتبال ولز بازی کرده‌است.